# Tsumi no yohaku
Tsumi no yohaku (罪の余白?), noto anche con i titoli internazionali  Crime's Blank e The Edge of Sin, è un film del 2015 scritto e diretto da Yuki Otsuka, basato sul romanzo omonimo di You Ashizawa.

## Trama
Satoshi Ando è sconvolto per il suicidio della giovane figlia Kana, che si era lasciata cadere dal cornicione della scuola; tra tutti i conoscenti della figlia, l'uomo diventa particolarmente sospettoso di Saki Kiba, ragazza estremamente ambiziosa e manipolatrice, oltre che dal comportamento algido ed enigmatico. L'uomo scoprirà infine che i suoi presentimenti erano fondati, e riuscirà ad assicurare la ragazza alla giustizia.